# Sheboygan (Wisconsin)
Sheboygan település az Amerikai Egyesült Államok Wisconsin államában, Sheboygan megyében, melynek megyeszékhelye is. Lakosainak száma 49 929 fő (2020. április 1.).

## Népesség
A település népességének változása:
| Lakosok száma | 49 288 | 48 895 | 49 929 |
|               | 2010   | 2012   | 2020   |